# 케냐의 주

케냐의 행정 구역

케냐는 2013년에 실시된 행정 구역 개편 이전까지 8개 주로 구성되어 있었으며 이들 주는 46개 구와 262개 군으로 나뉘었다.
1. 중부주
2. 해안주
3. 동부주
4. 나이로비주
5. 북동부주
6. 니안자주
7. 리프트밸리주
8. 서부주

## 같이 보기
- 케냐의 현
- 케냐의 행정 구역
- ISO 3166-2:KE